# Нове Семеновське (Тверська область)
Нове Семеновське (рос. Новое Семёновское) — присілок в Калінінському районі Тверської області Російської Федерації.
Населення становить 152 особи. Входить до складу муніципального утворення Емауське сільське поселення.

## Історія
Від 2005 року входить до складу муніципального утворення Емауське сільське поселення.

## Населення
| 1859 | 1886 | 2002 | 2010 |
| ---- | ---- | ---- | ---- |
| 731  | ↘604 | ↘159 | ↘152 |